# Brewster XA-32
El Brewster XA-32 fue un avión de ataque estadounidense construido por la Brewster Aeronautical Corporation en los años 40. Era un modelo de ala media con bodega de bombas interna. El prototipo tenía un motor R-2800, pero podía admitir el que estaba pensado utilizar, el R-4360. Después de un lúgubre conjunto de resultados en las pruebas, el XA-32 no entró en producción. 

## Diseño y desarrollo
La Brewster Aeronautical Corporation había sorprendido al mundo cuando su rotundo Buffalo ganó la primera competición para cazas monoplanos de la Armada, por encima del competidor de Grumman. La compañía continuó diseñando y produciendo aviones sin brillo, y el XA-32, a pesar de tener una buena planta, se convirtió en un compendio de fallos provocados por la mala administración. El no alcanzar las fechas tope de producción y los cambios constantes en el diseño pusieron en peligro un diseño prometedor (al menos sobre el papel).  
Diseñado inicialmente en 1941, el XA-32 tenía mucho sobrepeso, con casi 9100 kg, similar al Douglas A-20 Havoc. La resistencia inducida por su forma bulbosa fue amplificada por un diseño de detalles poco cuidados, que lo dejó lleno de bultos y resaltes. Una característica desastrosa era que las palas de escape que rodeaban el carenado casi cegaban a los pilotos de pruebas durante el vuelo nocturno; los petardeos a baja potencia provocaban llamas que envolvían el morro del avión. Incluso con el Pratt & Whitney R-2800 de 1600 kW (2100 hp), el XA-32 estaba falto de potencia y un intento de remotorizar el avión con el Pratt & Whitney R-4360 Wasp Major de 2200 kW (3000 hp) no tuvo éxito.

### Pruebas
El primer vuelo del prototipo del XA-32 no tuvo lugar hasta el 22 de mayo de 1943, 2 años después de que el diseño fuera propuesto; y casi cada aspecto de las prestaciones se quedó corto respecto a las especificaciones. Sin la carga de armas, el XA-32 solo podía alcanzar los 449 kilómetros por hora y, aunque el manejo era adecuado, tan pronto como se le añadió el armamento y las cargas externas, las prestaciones cayeron drásticamente y más seriamente, el flujo de aire alterado “provoca severas oscilaciones a su máxima velocidad”. La empresa se encontraba en tal confusión administrativa que provocó la ira del Congreso y realmente salió del negocio de la fabricación de aviones después de la debacle del XA-32. 
Solo se construyeron dos ejemplares, el XA-32 (S/N 42-13568) y el XA-32A (S/N 42-13569), siendo ambos desguazados a la finalización de las pruebas de vuelo.

## Variantes
XA-32
Primer prototipo de avión de ataque, motor Pratt & Whitney R-2800, uno construido (42-13568).
XA-32A
Segundo prototipo, dotado de cañones en las alas, uno construido (42-13569).

## Operadores
Estados Unidos
- Cuerpo Aéreo del Ejército de los Estados Unidos

## Especificaciones (XA-32)
Referencia datos: NMUSAF

### Características generales
- Tripulación: Uno (piloto)
- Longitud: 12,4 m (40,6 ft)
- Envergadura: 13,7 m (45,1 ft)
- Altura: 3,4 m (11,3 ft)
- Peso cargado: 6123 kg (13 495,1 lb)
- Planta motriz: 1× radial de 18 cilindros en dos filas refrigerado por aire Pratt & Whitney R-2800-37 Double Wasp.
  - Potencia: 1600 kW (2206 HP; 2176 CV)

### Rendimiento
- Velocidad máxima operativa (Vno): 501 km/h (311 MPH; 271 kt)
- Velocidad crucero (Vc): 315 km/h (196 MPH; 170 kt)
- Velocidad de entrada en pérdida (Vs): 120,7 km/h (75 MPH; 65 kt)
- Alcance en combate: 805 km (435 nmi; 500 mi)
- Techo de vuelo: 7900 m (25 919 ft)

### Armamento
- Ametralladoras: 

  - 8 de 12,7 mm en las alas ó

- Cañones: 

  - 4 de 37 mm en las alas
- Bombas: 

  - 450 kg en bodega de bombas interna y 910 kg en soportes subalares

## Aeronaves relacionadas

### Secuencias de designación
- Secuencia A-_ (Aviones de Ataque del USAAS/USAAC/USAAF, 1924-1947): ← A-29 - A-30 - A-31 - A-32 - A-33 - A-34 - A-35  →